# منصور فرهنگ
منصور فرهنگ (زادهٔ ۱۳۱۵) استاد دیپلمات سابق ایرانی است. او از دسامبر ۱۹۷۹ تا ۲۶ آوریل ۱۹۸۰ به عنوان اولین نمایندهٔ ایران در سازمان ملل متحد بعد از انقلاب ۱۳۵۷ فعالیت می‌کرد. او دارای مدرک کارشناسی از دانشگاه آریزونا و دکترا از دانشگاه کلرمونت، کالیفرنیا است و هم‌اکنون در کالج بنینگتون تدریس می‌کند.
فرهنگ در دههٔ ۱۹۷۰ در دانشگاه ایالتی کالیفرنیا، سکرمنتو تدریس می‌کرد. فرهنگ پس از انقلاب سال ۱۳۵۷ به نمایندگی ایران در سازمان ملل منصوب شد و در اعتراض به گروگانگیری در سفارت آمریکا در تهران از سمت خود استعفا داد. او در سال ۱۹۸۱ مجبور به ترک ایران شد و دوباره به آمریکا برگشت. او از سال ۱۹۸۳ در کالج بنینگتون در ورمانت تدریس می‌کند. او در برنامه‌های گوناگونی در سی‌ان‌ان و بی‌بی‌سی حضور یافته‌است.